# قبأوات
القبأوات (الاسم العلمي: Pooideae) هي أسرة نباتية تتبع الفصيلة النجيلية من رتبة القبئيات.

## قبائل تابعة لأسرة القبأوات
- الدنباناوية (الاسم العلمي:Brachypodieae)
- الشوفاناوية (الاسم العلمي:Aveneae)
- الشويعراوية (الاسم العلمي:Bromeae)
- القمحاوية (الاسم العلمي:Triticeae)

## أجناس
- قبأ
- حسيك
- رزية
- سيسلرية